# Тайкуры
Тайкуры (укр. Тайкури) — село в Корнинской сельской общине Ровненского района Ровненской области Украины.
Население по переписи 2001 года составляло 619 человек. Почтовый индекс — 35351. Телефонный код — 362. Код КОАТУУ — 5624688901.

## Достопримечательности
- Тайкурский замок (руины), конец XVI — начало XVII в.;
- Костёл Святого Лаврентия 1710 г. постройки (барокко);
- Свято-Покровская церковь 1730 г. постройки;
- Католическое кладбище.

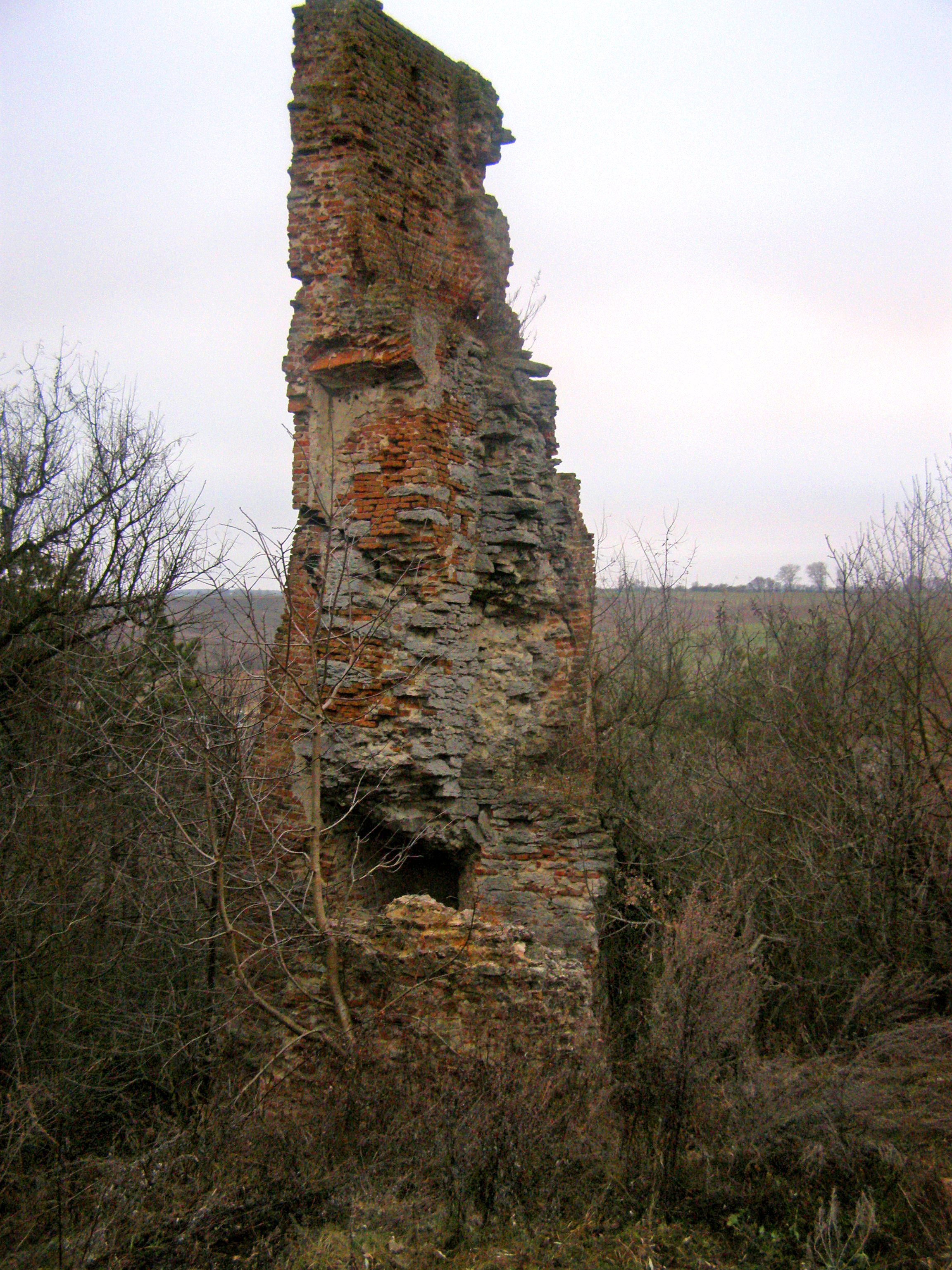
Тайкурский замок (руины)
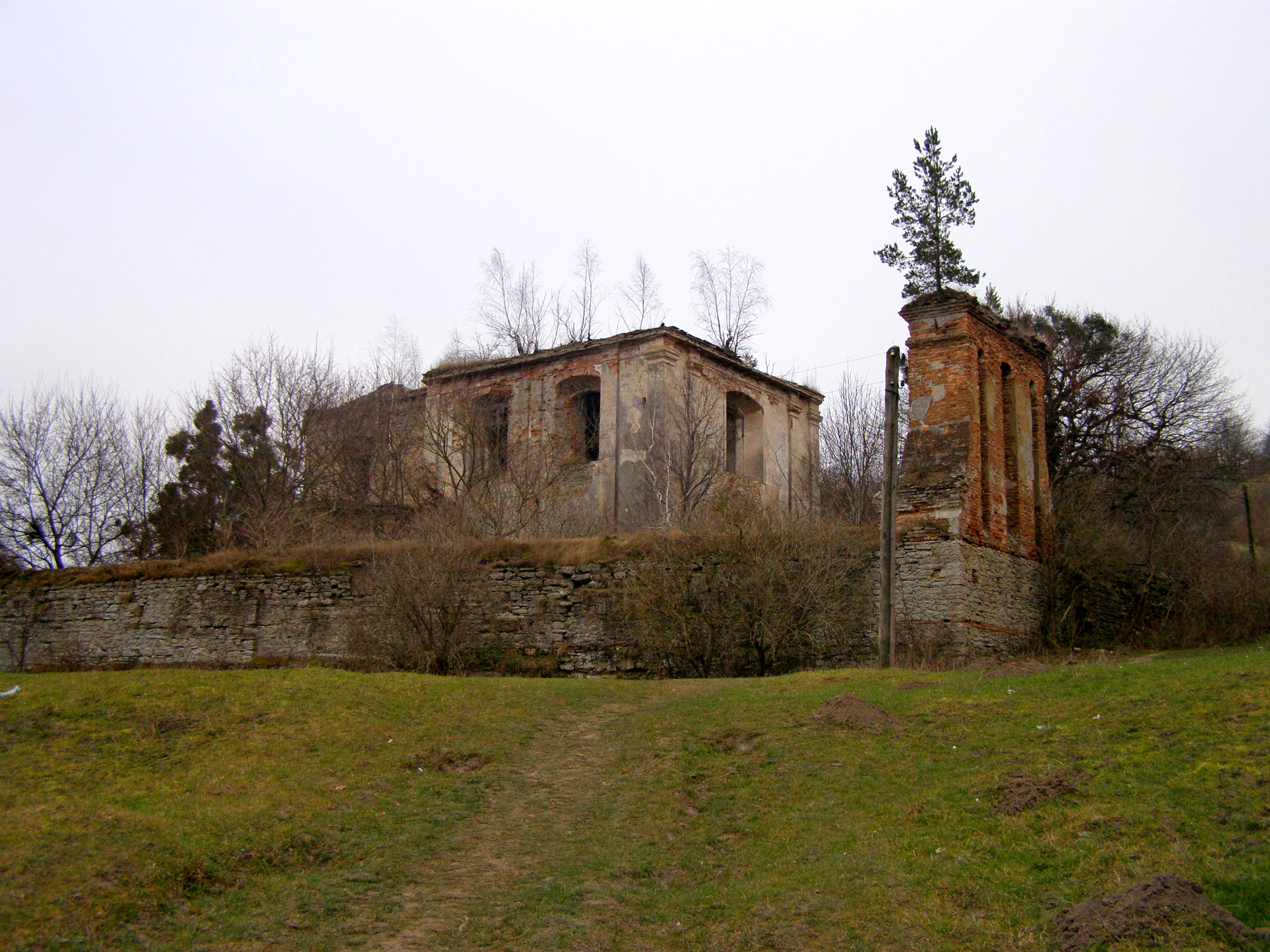
Костёл Святого Лаврентия
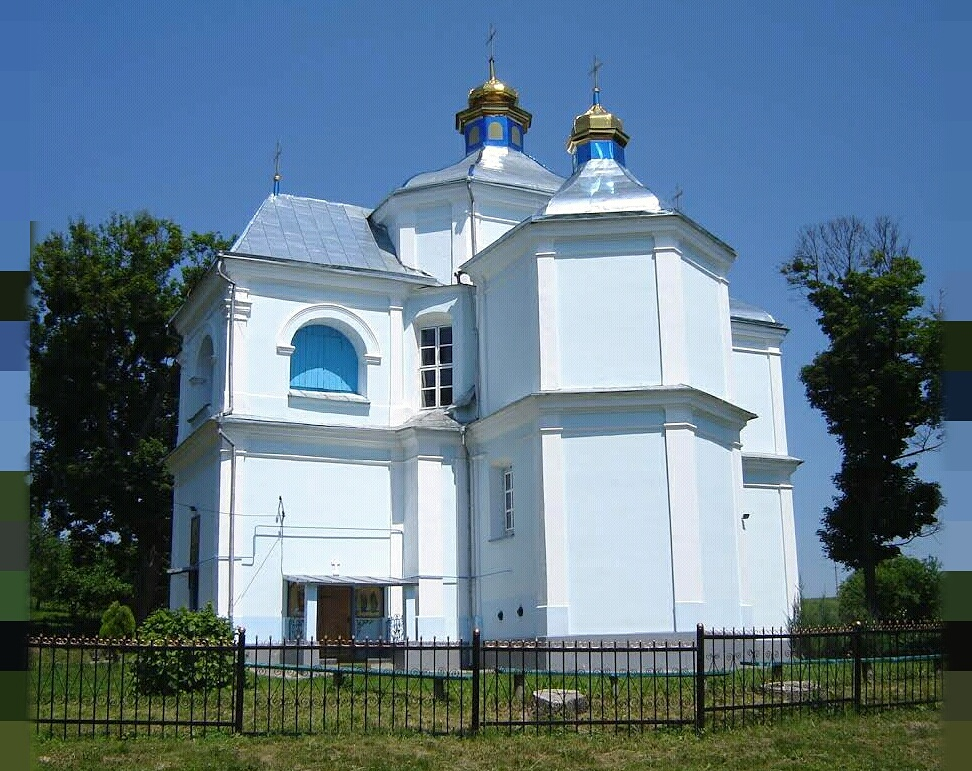
Свято-Покровская церковь